# Římskokatolická farnost Lančov
Římskokatolická farnost Lančov je územní společenství římských katolíků s farním kostelem svaté Maří Magdalény ve vranovském děkanství.

## Historie farnosti
První písemné zmínky o Lančově pocházejí ze 14. století, kdy patřil v nejstarších dobách k zeměpanskému statku vranovskému, Roku 1552 prodal Zdeněk Meziříčský z Lomnice Lančov s farou a právem patronátním nejvyššímu pražskému purkrabí Wolfovi Krajířovi z Krajku. Farní kostel zasvěcený sv. Maří Magdaléně je stavba pozdně románská z počátku 13. století.

## Duchovní správci
V současné době farnost spravuje FATYM Vranov nad Dyjí. Od 1. července 1996 je administrátorem excurrendo R. D. ThLic. Marek Dunda Th.D.

## Bohoslužby
| Kostel               | Místo  | Bohoslužba (den) | Hodina      | Poznámka     |
| -------------------- | ------ | ---------------- | ----------- | ------------ |
| svaté Maří Magdalény | Lančov | neděle středa    | 11.11 18.00 | farní kostel |

## Aktivity ve farnosti
Dnem vzájemných modliteb farností za bohoslovce a bohoslovců za farnosti brněnské diecéze je 18. duben. Adorační den připadá na 10. října.
V roce 2013 se v obci konala poprvé akce Lafachle, což znamená Lančovskofatymský chlebíček. Výtěžek soutěže o nejkrásnější a zároveň nejchutnější chlebíček byl určen na opravu varhan ve farním kostele. 
Farnost se účastní akce Tříkrálová sbírka. V roce 2017 činil její výtěžek 4 301 korun.